# Wahlkreis Manchester Blackley
Der Wahlkreis Manchester Blackley war von 1918 bis 2010 ein Wahlkreis (englisch constituency) für die Wahl eines Abgeordneten des britischen Unterhauses (House of Commons).

## Abgeordnete des Wahlkreises
| Wahl       | Abgeordneter | Abgeordneter    | Partei       |
| ---------- | ------------ | --------------- | ------------ |
| 1918       |              | Harold Briggs   | Conservative |
| 1922       |              | Harold Briggs   | Conservative |
| 1923       |              | Philip Oliver   | Liberal      |
| 1924       |              | Harold Briggs   | Conservative |
| 1929       |              | Philip Oliver   | Liberal      |
| 1931       |              | John Lees-Jones | Conservative |
| 1935       |              | John Lees-Jones | Conservative |
| 1945       |              | John Diamond    | Labour       |
| 1950       |              | John Diamond    | Labour       |
| 1951       |              | Eric Johnson    | Conservative |
| 1955       |              | Eric Johnson    | Conservative |
| 1959       |              | Eric Johnson    | Conservative |
| 1964       |              | Paul Rose       | Labour       |
| 1966       |              | Paul Rose       | Labour       |
| 1970       |              | Paul Rose       | Labour       |
| 1974 (Feb) |              | Paul Rose       | Labour       |
| 1974 (Okt) |              | Paul Rose       | Labour       |
| 1979       |              | Ken Eastham     | Labour       |
| 1983       |              | Ken Eastham     | Labour       |
| 1987       |              | Ken Eastham     | Labour       |
| 1992       |              | Ken Eastham     | Labour       |
| 1997       |              | Graham Stringer | Labour       |
| 2001       |              | Graham Stringer | Labour       |
| 2005       |              | Graham Stringer | Labour       |

## Wahlergebnisse

### Wahl 1918
| Kandidaten                         | Kandidaten           | Parteien           | Stimmen | %    |
| ---------------------------------- | -------------------- | ------------------ | ------- | ---- |
|                                    | Harold Briggsgewählt | Conservative Party | 7.997   | 54,6 |
|                                    | A. E. Townend        | Labour Party       | 3.659   | 25,0 |
|                                    | Philip Oliver        | Liberal Party      | 2.986   | 20,4 |
| Gesamt                             | Gesamt               | Gesamt             | 14.642  | 100  |
|                                    |                      |                    |         |      |
| Wahlberechtigte                    | Wahlberechtigte      | Wahlberechtigte    | 24.857  |      |
|                                    |                      |                    |         |      |
| Quelle: Election results 1918-1949 |                      |                    |         |      |

### Wahl 1922
| Kandidaten                         | Kandidaten           | Parteien           | Stimmen | %    |
| ---------------------------------- | -------------------- | ------------------ | ------- | ---- |
|                                    | Harold Briggsgewählt | Conservative Party | 9.023   | 43,3 |
|                                    | Philip Oliver        | Liberal Party      | 6.219   | 29,9 |
|                                    | A. E. Townend        | Labour Party       | 5.580   | 26,8 |
| Gesamt                             | Gesamt               | Gesamt             | 20.822  | 100  |
|                                    |                      |                    |         |      |
| Wahlberechtigte                    | Wahlberechtigte      | Wahlberechtigte    | 25.585  |      |
|                                    |                      |                    |         |      |
| Quelle: Election results 1918-1949 |                      |                    |         |      |

### Wahl 1923
| Kandidaten                         | Kandidaten           | Parteien           | Stimmen | %    |
| ---------------------------------- | -------------------- | ------------------ | ------- | ---- |
|                                    | Philip Olivergewählt | Liberal Party      | 12.235  | 62,6 |
|                                    | Harold Briggs        | Conservative Party | 7.313   | 37,4 |
| Gesamt                             | Gesamt               | Gesamt             | 19.548  | 100  |
|                                    |                      |                    |         |      |
| Wahlberechtigte                    | Wahlberechtigte      | Wahlberechtigte    | 25.927  |      |
|                                    |                      |                    |         |      |
| Quelle: Election results 1918-1949 |                      |                    |         |      |

### Wahl 1924
| Kandidaten                         | Kandidaten           | Parteien           | Stimmen | %    |
| ---------------------------------- | -------------------- | ------------------ | ------- | ---- |
|                                    | Harold Briggsgewählt | Conservative Party | 9.737   | 43,2 |
|                                    | Philip Oliver        | Liberal Party      | 6.609   | 29,3 |
|                                    | W. A. Burke          | Labour Party       | 6.195   | 27,5 |
| Gesamt                             | Gesamt               | Gesamt             | 22.541  | 100  |
|                                    |                      |                    |         |      |
| Wahlberechtigte                    | Wahlberechtigte      | Wahlberechtigte    | 26.374  |      |
|                                    |                      |                    |         |      |
| Quelle: Election results 1918-1949 |                      |                    |         |      |

### Wahl 1929
| Kandidaten                         | Kandidaten           | Parteien           | Stimmen | %    |
| ---------------------------------- | -------------------- | ------------------ | ------- | ---- |
|                                    | Philip Olivergewählt | Liberal Party      | 11.006  | 36,4 |
|                                    | Harold Briggs        | Conservative Party | 10.118  | 33,4 |
|                                    | W. A. Burke          | Labour Party       | 9.091   | 30,0 |
| Gesamt                             | Gesamt               | Gesamt             | 30.275  | 100  |
|                                    |                      |                    |         |      |
| Wahlberechtigte                    | Wahlberechtigte      | Wahlberechtigte    | 36.590  |      |
|                                    |                      |                    |         |      |
| Quelle: Election results 1918-1949 |                      |                    |         |      |

### Wahl 1931
| Kandidaten                         | Kandidaten             | Parteien           | Stimmen | %    |
| ---------------------------------- | ---------------------- | ------------------ | ------- | ---- |
|                                    | John Lees-Jonesgewählt | Conservative Party | 15.717  | 46,4 |
|                                    | Philip Oliver          | Liberal Party      | 11.382  | 33,6 |
|                                    | W. A Burke             | Labour Party       | 6.752   | 19,9 |
| Gesamt                             | Gesamt                 | Gesamt             | 33.851  | 100  |
|                                    |                        |                    |         |      |
| Wahlberechtigte                    | Wahlberechtigte        | Wahlberechtigte    | 40.258  |      |
|                                    |                        |                    |         |      |
| Quelle: Election results 1918-1949 |                        |                    |         |      |

### Wahl 1935
| Kandidaten                         | Kandidaten             | Parteien           | Stimmen | %    |
| ---------------------------------- | ---------------------- | ------------------ | ------- | ---- |
|                                    | John Lees-Jonesgewählt | Conservative Party | 15.355  | 44,4 |
|                                    | Philip Oliver          | Liberal Party      | 9.893   | 28,6 |
|                                    | W. E. Davies           | Labour Party       | 9.370   | 27,1 |
| Gesamt                             | Gesamt                 | Gesamt             | 34.618  | 100  |
|                                    |                        |                    |         |      |
| Wahlberechtigte                    | Wahlberechtigte        | Wahlberechtigte    | 44.314  |      |
|                                    |                        |                    |         |      |
| Quelle: Election results 1918-1949 |                        |                    |         |      |

### Wahl 1945
| Kandidaten                         | Kandidaten          | Parteien           | Stimmen | %    |
| ---------------------------------- | ------------------- | ------------------ | ------- | ---- |
|                                    | John Diamondgewählt | Labour Party       | 19.561  | 44,7 |
|                                    | John Lees-Jones     | Conservative Party | 14.747  | 33,7 |
|                                    | Philip Oliver       | Liberal Party      | 9.480   | 21,6 |
| Gesamt                             | Gesamt              | Gesamt             | 43.788  | 100  |
|                                    |                     |                    |         |      |
| Wahlberechtigte                    | Wahlberechtigte     | Wahlberechtigte    | 58.437  |      |
|                                    |                     |                    |         |      |
| Quelle: Election results 1918-1949 |                     |                    |         |      |

### Wahl 1950
| Kandidaten                         | Kandidaten          | Parteien                         | Stimmen | %    |
| ---------------------------------- | ------------------- | -------------------------------- | ------- | ---- |
|                                    | John Diamondgewählt | Labour Party                     | 21.392  | 42,3 |
|                                    | R. Jamieson         | Conservative Party               | 21.350  | 42,2 |
|                                    | H. D. Moore         | Liberal Party                    | 7.317   | 14,5 |
|                                    | B. Ainley           | Communist Party of Great Britain | 562     | 1,1  |
| Gesamt                             | Gesamt              | Gesamt                           | 50.621  | 100  |
|                                    |                     |                                  |         |      |
| Wahlberechtigte                    | Wahlberechtigte     | Wahlberechtigte                  | 59.096  |      |
|                                    |                     |                                  |         |      |
| Quelle: Election results 1950-1973 |                     |                                  |         |      |

### Wahl 1951
| Kandidaten                         | Kandidaten          | Parteien           | Stimmen | %    |
| ---------------------------------- | ------------------- | ------------------ | ------- | ---- |
|                                    | Eric Johnsongewählt | Conservative Party | 25.076  | 49,0 |
|                                    | John Diamond        | Labour Party       | 22.804  | 44,6 |
|                                    | Frank Smith         | Liberal Party      | 3.287   | 6,4  |
| Gesamt                             | Gesamt              | Gesamt             | 51.167  | 100  |
|                                    |                     |                    |         |      |
| Wahlberechtigte                    | Wahlberechtigte     | Wahlberechtigte    | 60.180  |      |
|                                    |                     |                    |         |      |
| Quelle: Election results 1950-1973 |                     |                    |         |      |

### Wahl 1955
| Kandidaten                                               | Kandidaten          | Parteien           | Stimmen | %    |
| -------------------------------------------------------- | ------------------- | ------------------ | ------- | ---- |
|                                                          | Eric Johnsongewählt | Conservative Party | 25.395  | 56,0 |
|                                                          | John Diamond        | Labour Party       | 19.959  | 44,0 |
| Gesamt                                                   | Gesamt              | Gesamt             | 45.354  | 100  |
|                                                          |                     |                    |         |      |
| Wahlberechtigte                                          | Wahlberechtigte     | Wahlberechtigte    | 58.653  |      |
|                                                          |                     |                    |         |      |
| Quellen: Electoral calculus – Election results 1950-1973 |                     |                    |         |      |

### Wahl 1959
| Kandidaten                                               | Kandidaten          | Parteien           | Stimmen | %    |
| -------------------------------------------------------- | ------------------- | ------------------ | ------- | ---- |
|                                                          | Eric Johnsongewählt | Conservative Party | 22.163  | 47,0 |
|                                                          | R. B. Chrimes       | Labour Party       | 17.790  | 37,7 |
|                                                          | R. M. Hammond       | Liberal Party      | 7.223   | 15,3 |
| Gesamt                                                   | Gesamt              | Gesamt             | 47.176  | 100  |
|                                                          |                     |                    |         |      |
| Wahlberechtigte                                          | Wahlberechtigte     | Wahlberechtigte    | 57.851  |      |
|                                                          |                     |                    |         |      |
| Quellen: Electoral calculus – Election results 1950-1973 |                     |                    |         |      |

### Wahl 1964
| Kandidaten                                               | Kandidaten       | Parteien           | Stimmen | %    |
| -------------------------------------------------------- | ---------------- | ------------------ | ------- | ---- |
|                                                          | Paul Rosegewählt | Labour Party       | 19.570  | 43,6 |
|                                                          | Eric Johnson     | Conservative Party | 18.348  | 40,8 |
|                                                          | R. M. Hammond    | Liberal Party      | 7.002   | 15,6 |
| Gesamt                                                   | Gesamt           | Gesamt             | 44.920  | 100  |
|                                                          |                  |                    |         |      |
| Wahlberechtigte                                          | Wahlberechtigte  | Wahlberechtigte    | 56.481  |      |
|                                                          |                  |                    |         |      |
| Quellen: Electoral calculus – Election results 1950-1973 |                  |                    |         |      |

### Wahl 1966
| Kandidaten                                               | Kandidaten       | Parteien           | Stimmen | %    |
| -------------------------------------------------------- | ---------------- | ------------------ | ------- | ---- |
|                                                          | Paul Rosegewählt | Labour Party       | 21.571  | 52,4 |
|                                                          | D. C. Stanley    | Conservative Party | 15.271  | 37,1 |
|                                                          | L. G. Bayley     | Liberal Party      | 4.297   | 10,4 |
| Gesamt                                                   | Gesamt           | Gesamt             | 41.139  | 100  |
|                                                          |                  |                    |         |      |
| Wahlberechtigte                                          | Wahlberechtigte  | Wahlberechtigte    | 54.498  |      |
|                                                          |                  |                    |         |      |
| Quellen: Electoral calculus – Election results 1950-1973 |                  |                    |         |      |

### Wahl 1970
| Kandidaten                                               | Kandidaten       | Parteien           | Stimmen | %    |
| -------------------------------------------------------- | ---------------- | ------------------ | ------- | ---- |
|                                                          | Paul Rosegewählt | Labour Party       | 21.437  | 53,2 |
|                                                          | A. M. Maguire    | Conservative Party | 18.838  | 46,8 |
| Gesamt                                                   | Gesamt           | Gesamt             | 40.275  | 100  |
|                                                          |                  |                    |         |      |
| Wahlberechtigte                                          | Wahlberechtigte  | Wahlberechtigte    | 57.917  |      |
|                                                          |                  |                    |         |      |
| Quellen: Electoral calculus – Election results 1950-1973 |                  |                    |         |      |

### Wahl 1974, Februar
| Kandidaten                                    | Kandidaten       | Parteien           | Stimmen | %    |
| --------------------------------------------- | ---------------- | ------------------ | ------- | ---- |
|                                               | Paul Rosegewählt | Labour Party       | 19.369  | 46,8 |
|                                               | H. R. L. Samuel  | Conservative Party | 13.863  | 33,5 |
|                                               | H. Roche         | Liberal Party      | 8.155   | 19,7 |
| Gesamt                                        | Gesamt           | Gesamt             | 41.387  | 100  |
|                                               |                  |                    |         |      |
| Wahlberechtigte                               | Wahlberechtigte  | Wahlberechtigte    | 54.363  |      |
|                                               |                  |                    |         |      |
| Quellen: Electoral calculus – Britain Votes 2 |                  |                    |         |      |

### Wahl 1974, Oktober
| Kandidaten                                    | Kandidaten       | Parteien               | Stimmen | %    |
| --------------------------------------------- | ---------------- | ---------------------- | ------- | ---- |
|                                               | Paul Rosegewählt | Labour Party           | 19.720  | 50,9 |
|                                               | A. S. Lea        | Conservative Party     | 12.601  | 32,5 |
|                                               | R. Jackson       | Liberal Party          | 5.517   | 14,2 |
|                                               | H. Andrew        | British National Front | 914     | 2,4  |
| Gesamt                                        | Gesamt           | Gesamt                 | 38.752  | 100  |
|                                               |                  |                        |         |      |
| Wahlberechtigte                               | Wahlberechtigte  | Wahlberechtigte        | 54.845  |      |
|                                               |                  |                        |         |      |
| Quellen: Electoral calculus – Britain Votes 2 |                  |                        |         |      |

### Wahl 1979
| Kandidaten                                    | Kandidaten         | Parteien               | Stimmen | %    |
| --------------------------------------------- | ------------------ | ---------------------- | ------- | ---- |
|                                               | Ken Easthamgewählt | Labour Party           | 20.346  | 50,4 |
|                                               | Arthur Green       | Conservative Party     | 15.842  | 39,2 |
|                                               | James Ashley       | Liberal Party          | 3.868   | 9,6  |
|                                               | Nigel Wallace      | British National Front | 326     | 0,8  |
| Gesamt                                        | Gesamt             | Gesamt                 | 40.382  | 100  |
|                                               |                    |                        |         |      |
| Wahlberechtigte                               | Wahlberechtigte    | Wahlberechtigte        | 52.878  |      |
|                                               |                    |                        |         |      |
| Quellen: Electoral calculus – Britain Votes 2 |                    |                        |         |      |

### Wahl 1983
| Kandidaten                                    | Kandidaten         | Parteien           | Stimmen | %    |
| --------------------------------------------- | ------------------ | ------------------ | ------- | ---- |
|                                               | Ken Easthamgewählt | Labour Party       | 20.132  | 48,1 |
|                                               | Peter C.J. Ridgway | Conservative Party | 13.676  | 32,6 |
|                                               | John Cookson       | Liberal Party      | 8.081   | 19,3 |
| Gesamt                                        | Gesamt             | Gesamt             | 41.889  | 100  |
|                                               |                    |                    |         |      |
| Wahlberechtigte                               | Wahlberechtigte    | Wahlberechtigte    | 60.106  |      |
|                                               |                    |                    |         |      |
| Quellen: Electoral calculus – Britain Votes 4 |                    |                    |         |      |

### Wahl 1987
| Kandidaten                                    | Kandidaten         | Parteien                | Stimmen | %    |
| --------------------------------------------- | ------------------ | ----------------------- | ------- | ---- |
|                                               | Ken Easthamgewählt | Labour Party            | 22.476  | 52,4 |
|                                               | Krishan Nath       | Conservative Party      | 12.354  | 28,8 |
|                                               | Harvey Showman     | Social Democratic Party | 8.041   | 18,8 |
| Gesamt                                        | Gesamt             | Gesamt                  | 42.871  | 100  |
|                                               |                    |                         |         |      |
| Wahlberechtigte                               | Wahlberechtigte    | Wahlberechtigte         | 58.814  |      |
|                                               |                    |                         |         |      |
| Quellen: Electoral calculus – Britain Votes 4 |                    |                         |         |      |

### Wahl 1992
| Kandidaten                                    | Kandidaten         | Parteien           | Stimmen | %    |
| --------------------------------------------- | ------------------ | ------------------ | ------- | ---- |
|                                               | Ken Easthamgewählt | Labour Party       | 23.031  | 60,2 |
|                                               | William Hobhouse   | Conservative Party | 10.642  | 27,8 |
|                                               | Simon D. Wheale    | Liberal Democrats  | 4.324   | 11,3 |
|                                               | Michael P. Kennedy | Natural Law Party  | 288     | 0,8  |
| Gesamt                                        | Gesamt             | Gesamt             | 38.285  | 100  |
|                                               |                    |                    |         |      |
| Wahlberechtigte                               | Wahlberechtigte    | Wahlberechtigte    | 55.235  |      |
|                                               |                    |                    |         |      |
| Quellen: Electoral calculus – Britain Votes 5 |                    |                    |         |      |

### Wahl 1997
| Kandidaten                                          | Kandidaten             | Parteien           | Stimmen | %    |
| --------------------------------------------------- | ---------------------- | ------------------ | ------- | ---- |
|                                                     | Graham Stringergewählt | Labour Party       | 25.042  | 70,0 |
|                                                     | Steve Barclay          | Conservative Party | 5.454   | 15,3 |
|                                                     | Simon D. Wheale        | Liberal Democrats  | 3.937   | 11,0 |
|                                                     | Paul Stayner           | Referendum Party   | 1.323   | 3,7  |
| Gesamt                                              | Gesamt                 | Gesamt             | 35.756  | 100  |
|                                                     |                        |                    |         |      |
| Wahlberechtigte                                     | Wahlberechtigte        | Wahlberechtigte    | 62.474  |      |
|                                                     |                        |                    |         |      |
| Quellen: Electoral calculus – BBC – Britain Votes 6 |                        |                    |         |      |

### Wahl 2001
| Kandidaten                      | Kandidaten             | Parteien               | Stimmen | %    |
| ------------------------------- | ---------------------- | ---------------------- | ------- | ---- |
|                                 | Graham Stringergewählt | Labour Party           | 18.285  | 68,9 |
|                                 | Lance Stanbury         | Conservative Party     | 3.821   | 14,4 |
|                                 | Gary Riding            | Liberal Democrats      | 3.015   | 11,4 |
|                                 | Kenneth Barr           | Socialist Labour Party | 485     | 1,8  |
|                                 | Karren Reissmann       | Socialist Alliance     | 461     | 1,7  |
|                                 | Aziz Bhatti            | Anti-Corruption Forum  | 456     | 1,7  |
| Gesamt                          | Gesamt                 | Gesamt                 | 26.523  | 100  |
|                                 |                        |                        |         |      |
| Wahlberechtigte                 | Wahlberechtigte        | Wahlberechtigte        | 59.111  |      |
|                                 |                        |                        |         |      |
| Quelle: Manchester City Council |                        |                        |         |      |

### Wahl 2005
| Kandidaten                      | Kandidaten             | Parteien              | Stimmen | %    |
| ------------------------------- | ---------------------- | --------------------- | ------- | ---- |
|                                 | Graham Stringergewählt | Labour Party          | 17.187  | 62,3 |
|                                 | Iain Donaldson         | Liberal Democrats     | 5.160   | 18,7 |
|                                 | Amar Ahmed             | Conservative Party    | 3.690   | 13,4 |
|                                 | Roger Bullock          | UK Independence Party | 1.554   | 5,6  |
| Gesamt                          | Gesamt                 | Gesamt                | 27.591  | 100  |
|                                 |                        |                       |         |      |
| Wahlberechtigte                 | Wahlberechtigte        | Wahlberechtigte       | 59.416  |      |
|                                 |                        |                       |         |      |
| Quelle: Manchester City Council |                        |                       |         |      |